# Liste der denkmalgeschützten Objekte in Vorchdorf
Die Liste der denkmalgeschützten Objekte in Vorchdorf enthält die 16 denkmalgeschützten, unbeweglichen Objekte der Gemeinde Vorchdorf im oberösterreichischen Bezirk Gmunden.

## Denkmäler
| Foto |                 | Denkmal                                                                                       | Standort                                             | Beschreibung | Metadaten |
| ---- | --------------- | --------------------------------------------------------------------------------------------- | ---------------------------------------------------- | --- | --- |
| ja   | Datei hochladen | Kath. Filialkirche hl. Bartholomäus mit Friedhofsfläche HERIS-ID: 76322 Objekt-ID: 89879      | bei Einsiedlinger Straße 45 Standort KG: Einsiedling | Erstmals als Filialkirche von Vorchdorf erwähnt wurde die dem hl. Bartholomäus geweihte Kirche in Einsiedling im Jahre 1249. Sie besitzt ein barockes Langhaus, einen spätgotischen Chor und eine Kreuzigungsgruppe aus dem Jahre 1480. Der Bau in seiner heutigen Form war schon im Jahr 1665 abgeschlossen, als die Kirche durch den Passauer Weihbischof Martin Geiger eingeweiht wurde.                              | BDA-Hist.: Q38143468 Status: § 2a Stand der BDA-Liste: 2025-06-30 Name: Kath. Filialkirche hl. Bartholomäus mit Friedhofsfläche GstNr.: .1, 154/1 Filialkirche Einsiedling |
| ja   | Datei hochladen | sog. Hutterermühle HERIS-ID: 59342 Objekt-ID: 70585                                           | Huttermühlweg 14 Standort KG: Lederau                | Die älteste Bausubstanz der ehemaligen Stiftsmühle des Klosters Kremsmünster stammt aus dem 16. und 17. Jahrhundert. An zwei Gebäudeseiten konnte ein mit 1581 datiertes Sgraffitoband mit Ornamenten festgestellt werden. 1791 wurde die Mühle nach Umbauten zu einem Vierkanthof erweitert. | BDA-Hist.: Q38087018 Status: Bescheid Stand der BDA-Liste: 2025-06-30 Name: sog. Hutterermühle GstNr.: .21/1                                                               |
| ja   | Datei hochladen | Altes Schulgebäude HERIS-ID: 109912 Objekt-ID: 127556                                         | Pametstraße 2 Standort KG: Lederau                   | Die Schule in Pamet wurde 1789 fertiggestellt. Um 1810 wurden etwa 30 Knaben und 32 Mädchen unterrichtet, 80 Jahre später belief sich die Anzahl auf 100 Schüler. Nach dem 2. Weltkrieg 1945 wurde der Schulbetrieb dreiklassig weitergeführt. | BDA-Hist.: Q37816026 Status: § 2a Stand der BDA-Liste: 2025-06-30 Name: Altes Schulgebäude GstNr.: .79                                                                     |
| ja   | Datei hochladen | Kleines Höllnbergergut HERIS-ID: 76377 Objekt-ID: 89938                                       | Moos 30 Standort KG: Moos                            | | BDA-Hist.: Q38143805 Status: Bescheid Stand der BDA-Liste: 2025-06-30 Name: Kleines Höllnbergergut GstNr.: 439                                                             |
| ja   | Datei hochladen | Villa Stenz HERIS-ID: 76327 Objekt-ID: 89884                                                  | Bahnhofstraße 13 Standort KG: Vorchdorf              | | BDA-Hist.: Q38143527 Status: Bescheid Stand der BDA-Liste: 2025-06-30 Name: Villa Stenz GstNr.: .180, 170/6                                                                |
| ja   | Datei hochladen | Sog. Kreuzkapelle HERIS-ID: 76314 Objekt-ID: 89871                                            | neben Kapellenweg 20 Standort KG: Vorchdorf          | Die Kapelle steht entlang des Friedhofsweges und beherbergt Statuen von Maria und Johannes einer Kreuzigungsgruppe um 1690 von Michael Zürn d. J. | BDA-Hist.: Q38143421 Status: § 2a Stand der BDA-Liste: 2025-06-30 Name: Sog. Kreuzkapelle GstNr.: 16/2                                                                     |
| ja   | Datei hochladen | Ehem. Kitzmantel Lederfabrik (ohne südlichen Anbau von 1950) HERIS-ID: 76336 Objekt-ID: 89894 | Laudachweg 14 Standort KG: Vorchdorf                 | Schon seit 1750 sind Lederer und Gerber hier tätig gewesen. Ausgebaut wurde die Fabrik 1865 nach dem Kauf durch Cajetan Kitzmantel. Noch 1950 wurde die Fabrik durch Zubauten erweitert. Heute befindet sich an dieser Stelle ein Kulturzentrum. | BDA-Hist.: Q38143548 Status: § 2a Stand der BDA-Liste: 2025-06-30 Name: Ehem. Kitzmantel Lederfabrik (ohne südlichen Anbau von 1950) GstNr.: .182, 381/2                   |
| ja   | Datei hochladen | Gasthof zur Post HERIS-ID: 76338 Objekt-ID: 89896                                             | Pettenbacherstraße 1 Standort KG: Vorchdorf          | Auf diesem Anliegen ist seit alten Zeiten das Tafern-, Schank- u. Bäckerrecht. Schon 1449 als Schankhaus erwähnt wechselte der Name und die Herrschaft im Laufe der Jahrhunderte. Seit 1881 ist es bekannt unter „Gasthaus zur Post“. | BDA-Hist.: Q38143573 Status: Bescheid Stand der BDA-Liste: 2025-06-30 Name: Gasthof zur Post GstNr.: .23                                                                   |
| ja   | Datei hochladen | Schloss Hochhaus HERIS-ID: 76323 Objekt-ID: 89880                                             | Schloßplatz 1 Standort KG: Vorchdorf                 | Man vermutet, dass schon im 15. Jahrhundert hier der Sitz der von Konrad Fischpeck gegründeten Herrschaft Hochhaus war. Im 16. Jahrhundert wurde er von den Fernbergern erweitert. Die jetzige Gestalt – ein quadratischer Renaissancebau – bekam das Gebäude zwischen 1520 und 1650. | BDA-Hist.: Q15127665 Status: § 2a Stand der BDA-Liste: 2025-06-30 Name: Schloss Hochhaus GstNr.: .38/1 Schloss Hochhaus                                                    |
| ja   | Datei hochladen | Neptunbrunnen HERIS-ID: 76358 Objekt-ID: 89918                                                | bei Schloßplatz 1 Standort KG: Vorchdorf             | Bis 1920 befand sich die Neptunstatue im Kirchenhof des Stiftes Schlierbach und wurde im Zuge einer Renovierung von dort entfernt. Da Schloß Hochhaus früher in Besitz von Schlierbach war, kam die Statue hierher nach Vorchdorf. | BDA-Hist.: Q38143719 Status: § 2a Stand der BDA-Liste: 2025-06-30 Name: Neptunbrunnen GstNr.: .38/1                                                                        |
| ja   | Datei hochladen | Pfarrhof HERIS-ID: 52653 Objekt-ID: 60054                                                     | Schloßplatz 2 Standort KG: Vorchdorf                 | Erstmals erwähnt wurde der Pfarrhof im Jahre 1583. Im 17. Jahrhundert wurden immer wieder Sanierungen am Gebäude vorgenommen. Die jetzige Gestalt bekam der Pfarrhof nach 1803 durch P. Augustin Staudacher, der die gesamte Pfarrhofanlage erneuerte. | BDA-Hist.: Q38053219 Status: § 2a Stand der BDA-Liste: 2025-06-30 Name: Pfarrhof GstNr.: .14                                                                               |
| ja   | Datei hochladen | Kriegerdenkmal HERIS-ID: 76357 Objekt-ID: 89917                                               | bei Schloßplatz 2 Standort KG: Vorchdorf             | Entworfen wurde das Denkmal vom Bildhauer Anton Gerhart aus Gmunden. Es besteht aus einem dreiteiligen Kunststeinsockel. Das Mittelstück zeigt die Inschrift Den Helden 1914–1918 und trägt die Steinfigur des hl. Michael. In den beiden Seitenteilen sind die Namen von 70 im Krieg Gefallenen aus Vorchdorf graviert. Das Denkmal wurde am 2. Oktober 1921 durch Bürgermeister Michael Kitzmantel feierlich enthüllt. | BDA-Hist.: Q38143698 Status: § 2a Stand der BDA-Liste: 2025-06-30 Name: Kriegerdenkmal GstNr.: .18                                                                         |
| ja   | Datei hochladen | Kath. Pfarrkirche Mariae Himmelfahrt und Friedhofsfläche HERIS-ID: 52654 Objekt-ID: 60056     | Schloßplatz Standort KG: Vorchdorf                   | Ursprünglich soll die Kirche am Kirchenbühel gestanden sein und nach ihrer Zerstörung an der jetzigen Stelle neu gebaut worden sein, wodurch sie als Wallfahrtskirche den Namen „Maria Trost im Thale“ erhielt. Ab 1700 wurde die Kirche barockisiert und ca. 1780 mit einem Zwiebelturm versehen. Die letzte große Renovierung fand 1971 statt.                                                                         | BDA-Hist.: Q19298492 Status: § 2a Stand der BDA-Liste: 2025-06-30 Name: Kath. Pfarrkirche Mariae Himmelfahrt und Friedhofsfläche GstNr.: .18, 20 Pfarrkirche (Vorchdorf)   |
| ja   | Datei hochladen | Bürgerhaus, ehem. Jägerstöckl HERIS-ID: 38779 Objekt-ID: 38379                                | Schloßplatz 6 Standort KG: Vorchdorf                 | Schon um 1437 wurde dieses Haus urkundlich erwähnt unter „Tafern zu Vorchdorff“. Auch später waren immer wieder Wirte und Fleischhacker die Besitzer. Auffallend ist der hervorragende Runderker. | BDA-Hist.: Q37983908 Status: Bescheid Stand der BDA-Liste: 2025-06-30 Name: Bürgerhaus, ehem. Jägerstöckl GstNr.: .38/3                                                    |
| ja   | Datei hochladen | Gemeindeamt und sog. Fischerturm HERIS-ID: 76349 Objekt-ID: 89909                             | Schloßplatz 7 Standort KG: Vorchdorf                 | Der Fischerturm ist ein ehemaliger Wehrturm und gehörte zur Schlossanlage Hochhaus. Seit 1973 beherbergt er einen Teil des Heimatmuseums. | BDA-Hist.: Q38143637 Status: § 2a Stand der BDA-Liste: 2025-06-30 Name: Gemeindeamt und sog. Fischerturm GstNr.: .38/2                                                     |
| ja   | Datei hochladen | Friedhof mit Portal und Kapelle HERIS-ID: 76359 Objekt-ID: 89919                              | bei Schulstraße 18 Standort KG: Vorchdorf            | Im Jahre 1825 wurde der Friedhof, der sich bisher um die Kirche herum befand, an die jetzige Stelle verlegt und gleichzeitig eine Begräbniskapelle geschaffen. Im Zuge einer Renovierung 1849 wurde auch das Portal beim Eingang neu gebaut. | BDA-Hist.: Q38143738 Status: § 2a Stand der BDA-Liste: 2025-06-30 Name: Friedhof mit Portal und Kapelle GstNr.: 787, .82 Friedhof Vorchdorf                                |